# Neoserica aequalis
Neoserica aequalis är en skalbaggsart som beskrevs av Frey 1970. Neoserica aequalis ingår i släktet Neoserica och familjen Melolonthidae. Inga underarter finns listade i Catalogue of Life.